# Kabunakama
 (novembre 2019).
Si vous disposez d'ouvrages ou d'articles de référence ou si vous connaissez des sites web de qualité traitant du thème abordé ici, merci de compléter l'article en donnant les références utiles à sa vérifiabilité et en les liant à la section « Notes et références ».
Les kabunakama (株仲間) sont des corporations de marchands de l'époque d'Edo du Japon, qui se développent à partir des associations de commerçants appelées nakama. Les kabunakama se voient confier par le shogunat la responsabilité de gérer leurs métiers respectifs et sont autorisés à bénéficier d'un monopole dans leur domaine.
Certains kabunakama, connus sous le nom gomen-kabu, sont même autorisés à fixer les prix et à gérer les opérations d'autres nakama. Bien que le shogunat s'oppose d'abord aux monopoles, il cède finalement face à l'augmentation du nombre des associations de commerçants et à leur organisation, et essaie de les contrôler par la délivrance de licences officielles. En 1721, le gouvernement commence à autoriser les nakama individuels à devenir kabunakama (kabu se réfère à « actions », bien que celles-ci ne sont elles-mêmes pas négociables), et à superviser l'organisation et le commerce dans des domaines donnés. L'objectif est d'encourager la coopération et non la compétition, et toujours à travailler dans le but de faire progresser l'économie. Il est rapporté que ces groupes deviennent très sociaux et les codes moraux des marchands se développent ainsi de façon significative. Ceux qui ne suivent pas le comportement éthique du marché, se comportent de façon non coopérative, ou encouragent la concurrence, sont rejetés par leurs camarades kabunakama, et vraisemblablement aussi par la communauté plus vaste du marché.
La structure est créée à l'origine pour remplacer les anciennes corporations, connues sous le nom za, et en 1785, il y a plus d'une centaine de kabunakama à Osaka seulement, y compris un certain nombre de détenteurs de privilèges spéciaux par le shogunat, mais lourdement taxés en échange. Certains d'entre eux sont des groupes chargés et autorisés à contrôler le commerce national des métaux précieux, le fer et le cuivre.
Dans les années 1840, le rōjū Mizuno Tadakuni tente d'en finir avec les kabunakama, afin de lutter contre les monopoles, mais cette tentative et beaucoup de ses autres réformes rencontrent une si forte résistance de  la part des marchands d'Osaka (et d'ailleurs) qu'il est forcé d'abandonner ses efforts. Les kabunakama sont cependant tous dissous en 1870, alors que l'économie se modernise et que de nouvelles formes d'associations professionnelles apparaissent.

## Source de la traduction
- (en) Cet article est partiellement ou en totalité issu de l’article de Wikipédia en anglais intitulé « Kabunakama » (voir la liste des auteurs).